# What's Your Pleasure?
What's Your Pleasure? é o quarto álbum de estúdio da cantora e compositora inglesa Jessie Ware, lançado em 26 de junho de 2020 através das gravadoras PMR, Friends Keep Secrets, Virgin EMI e Interscope. A obra foi adiada duas vezes e é o primeiro lançamento de Ware após dar à luz seu segundo filho e em quase três anos desde Glasshouse (2017). Cinco singles foram lançados para promover o álbum, enquanto várias apresentações gravadas em casa foram transmitidas por programas de televisão, resultado da pandemia de COVID-19. A cantora embarcará em turnê no Reino Unido a partir de abril de 2021.
Ware e o músico conterrâneo James Ford co-compuseram todas as doze faixas do disco e recrutaram compositores e produtores, como Benji B, Joseph Mount, Kindness, Morgan Geist, Matthew Tavares e Midland. Enquanto construíam o material, a dupla se inspirou em "canções de casamento" com as características musicais da falecida cantora estadunidense Minnie Riperton e a música disco "estranha, boogie e underground de Nova York". O resultado veio a ser um corpo de trabalho que se concentra principalmente em vários gêneros de música eletrônica e dance, como disco, hi-NRG e house. Em fevereiro de 2020, ao anunciar o lançamento do álbum, Ware descreveu-o como um "trabalho de amor de dois anos" e explicou que o material tem suas visões de "escapismo [e] ritmo", pois ela quis se afastar do clássico som "melancólico" de seus trabalhos anteriores.
What's Your Pleasure? recebeu aclamação da crítica após seu lançamento. Ware foi elogiada por "voltar para onde começou" e por soar "mais ousada, mais solta" em comparação com seus lançamentos anteriores, enquanto o álbum foi aplaudido por seu som "inspirado na música disco" e considerado por alguns críticos como o melhor trabalho da cantora. Foi também um sucesso comercial no Reino Unido, garantindo a Ware a primeira vez em que um álbum da cantora ficou entre os três mais vendidos e, até o momento, sua posição mais alta tanto na tabela musical britânica quanto na escocesa.

## Antecedentes e lançamento
Após o ciclo promocional de seu álbum anterior, Glasshouse, Ware se sentiu pressionada a deixar de fazer música devido às vendas fracas do álbum e seu esgotamento com as turnês. No entanto, o podcast de Ware, Table Manners, atingiu o número significativo de 13 milhões de ouvintes e logo se tornou a principal prioridade da cantora. Em declarações ao The Independent, Ware descreveu o sucesso do podcast como um "ponto de virada" que mudou sua visão de si mesma: "De repente, me senti mais confortável na minha pele". What's Your Pleasure? foi inicialmente programado para ser lançado em 5 de junho de 2020; no entanto, a data foi movida para 19 de junho, devido à pandemia de COVID-19. Ware então anunciou que iria adiar a data de lançamento novamente, para não entrar em conflito com o feriado estadunidense Juneteenth. O álbum foi finalmente lançado em 26 de junho.

## Análise da crítica
What's Your Pleasure? recebeu ampla aclamação da crítica. No agregador Metacritic, que atribui uma média aritmética ponderada de até 100 a críticas de produtos, o álbum recebeu uma pontuação média de 84, com base em 17 críticas, indicando "aclamação universal". Já no AnyDecentMusic?, obteve uma nota de 8.3/100, a partir de estimativa calculada com base no consenso da crítica. A plataforma Album of the Year coletou 24 avaliações e calculou uma média de 84/100 para a obra.
| Críticas profissionais | Críticas profissionais |
| Pontuações agregadas   | Pontuações agregadas   |
| Fonte                  | Avaliação              |
| ---------------------- | ---------------------- |
| AnyDecentMusic?        | 8.3/10                 |
| Metacritic             | 84                     |
| Avaliações da crítica  |                        |
| Fonte                  | Avaliação              |
| Allmusic               | [ 15 ]                 |
| The Daily Telegraph    | [ 16 ]                 |
| The Guardian           | [ 3 ]                  |
| The Independent        | [ 17 ]                 |
| The Irish Times        | [ 18 ]                 |
| NME                    | [ 19 ]                 |
| The Observer           | [ 20 ]                 |
| Pitchfork              | 8.3/10                 |
| Rolling Stone          | [ 22 ]                 |
| The Times              | [ 23 ]                 |

Tara Joshi, do The Guardian, elogiou a natureza otimista de What's Your Pleasure? e comparou-o a outros álbuns de música "disco adulta", como Chromatica de Lady Gaga e Honey de Robyn. A editora da NME, Hannah Mylrea, descreveu o álbum como "um coquetel intoxicante de batidas sedutoras, refrões emocionantes e produção elegante" e afirmou que ele significou um retorno às raízes de Ware, das quais ela se afastou desde seu álbum de estreia, Devotion (2012). Owen Myers, da Pitchfork, elogiou as referências musicais do álbum a divas disco do passado, como Donna Summer e Diana Ross, e concedeu-lhe a distinção de Melhor Música Nova do site. Myers comentou positivamente sobre o compromisso de Ware em fazer música edificante ao permitir "um pouco de seu psicodrama característico se infiltrar nas aventuras noturnas que ela descreve, e as manchas de tédio tornam os pontos altos ainda mais altos". Andy Kellman do Allmusic destacou "Mirage (Don't Stop)", elogiando a produção influenciada pelo grupo musical Bananarama, bem como a produção do álbum como um todo; ele também considerou a faixa "Remember Where You Are" como um "final emocionante".

### Reconhecimento
| Publicação           | Nomeação                                 | Classificação | Ref.   |
| -------------------- | ---------------------------------------- | ------------- | ------ |
| Exclaim!             | 50 melhores álbums de 2020               | 28            | [ 24 ] |
| Gorilla vs. Bear     | Álbuns do ano do Gorilla vs. Bear        | 27            | [ 25 ] |
| The Line of Best Fit | Os melhores álbuns de 2020 classificados | 35            | [ 26 ] |
| Gigwise              | 51 melhores álbuns de 2020               | 12            | [ 27 ] |
| The Guardian         | 50 melhores álbuns de 2020               | 14            | [ 28 ] |
| Paste                | 50 melhores álbuns de 2020               | 39            | [ 29 ] |
| Pitchfork            | 50 melhores álbuns de 2020               | 9             | [ 30 ] |
| The Skinny           | 10 melhores álbuns de 2020               | 8             | [ 31 ] |
| Stereogum            | 50 melhores álbuns de 2020               | 26            | [ 32 ] |
| Rolling Stone        | 50 melhores álbuns de 2020               | 9             | [ 33 ] |
| Slate                | Os melhores álbuns de 2020               | 3             | [ 34 ] |

## Lista de faixas
| N.º            | Título                   | Compositor(es) | Produtor(es)         | Duração |  |
| 1.             | "Spotlight"              | Jessica Ware James Ford Alexandra Govere Daniel Parker                                                                                      | Ford                 | 5:31    |  |
| 2.             | "What's Your Pleasure?"  | Ware Ford Govere Parker | Ford                 | 4:38    |  |
| 3.             | "Ooh La La"              | Ware Ford Govere Parker | Ford                 | 3:48    |  |
| 4.             | "Soul Control"           | Ware Ford Govere Parker Morgan Geist | Ford Geist           | 3:59    |  |
| 5.             | "Save a Kiss"            | Ware Ford Govere Parker | Ford Midland [a]     | 4:02    |  |
| 6.             | "Adore You"              | Ware Joseph Mount | Mount                | 3:45    |  |
| 7.             | "In Your Eyes"           | Ware Ford | Ford                 | 4:58    |  |
| 8.             | "Step Into My Life"      | Ware Ford Adam Bainbridge | Ford Adam Bainbridge | 3:37    |  |
| 9.             | "Read My Lips"           | Ware Ford | Ford                 | 4:03    |  |
| 10.            | "Mirage (Don't Stop)"    | Ware Clarence Coffee Jr. Matthew Tavares Thomas Hull Benjamin Benstead Keren Woodward Sara Dallin Siobhan Fahey Steven Jolley Anthony Swain | Ford Tavares Benji B | 4:47    |  |
| 11.            | "The Kill"               | Ware Coffee | Ford                 | 4:37    |  |
| 12.            | "Remember Where You Are" | Ware Ford Govere Parker | Ford                 | 5:34    |  |
| Duração total: | Duração total:           | Duração total: | Duração total:       | 53:19   |  |

## Desempenho comercial
De acordo com a Official Charts Company, What's Your Pleasure? foi o álbum mais baixado no fim de semana após seu lançamento em 26 de junho de 2020. O álbum estreou em terceiro lugar na UK Albums Chart e na Scottish Albums Chart, dando a Ware sua quarta entrada consecutiva entre os dez mais vendidos, além de seu primeiro top 3 e maior pico em ambas as paradas, ultrapassando os números cinco e 26, respectivamente, alcançados por Devotion (2012).

### Paradas musicais
| Parada musical (2020)                      | Melhor posição |
| ------------------------------------------ | -------------- |
| Bélgica (Ultratop Flandres)                | 36             |
| Escócia (Official Scottish Albums)         | 3              |
| Estados Unidos (Billboard Top Album Sales) | 34             |
| Irlanda (Official Charts Company)          | 28             |
| Polónia (ZPAV)                             | 17             |
| Reino Unido (Official Albums Chart)        | 3              |
| Suíça (Schweizer Hitparade)                | 66             |